# NGC 2248
NGC 2248 este o galaxie situată în constelația Gemenii. A fost descoperită în 23 decembrie 1853 de către .